# Apremont (Vendeia)
Apremont é uma comuna francesa na região administrativa da Pays de la Loire, no departamento de Vendéia. Estende-se por uma área de 29,73 km². Em 2010 a comuna tinha 1 846 habitantes (densidade: 62,1 hab./km²).